# Devich Sándor
Devich Sándor (Szeged, 1935. január 19. – Budapest, 2016. január 20.) hegedűművész, a Bartók vonósnégyes alapító tagja, a Liszt Ferenc Zeneművészeti Egyetem professor emeritusa.

## Életútja
Örmény nemesi felmenőkkel rendelkezik Capdebo családi ágon. A Székesfővárosi Felsőbb Zeneiskolán végzett tanulmányai után 1948 és 1954 között a budapesti Zenekonzervatóriumban tanult hegedűt és zeneszerzést, R. Zipernovszki Mária és Sugár Rezső irányítása alatt. 1954-ben a Liszt Ferenc Zeneművészeti Főiskolán folytatta hegedűtanulmányait, ahol Zathureczky Ede és Katona Béla voltak a mesterei. A főiskolán 1959-ben végzett – kitüntetéssel.
Már főiskolás korában, 1957 és 1984 között az Állami Hangversenyzenekarban játszott, emellett az Országos Filharmónia szólistája is volt, 1957-től 1967-ig a Magyar Kamarazenekar tagja volt, 1958-ban pedig – második hegedűsként – alapító tagja volt a Komlós-, a későbbi Bartók vonósnégyesnek. 1981-től a Liszt Ferenc Zeneművészeti Egyetem oktatója, 1991-től egyetemi tanár, professor emeritus volt a vonós és húros hangszerek tanszékén; kamarazenét oktatott.
A Bartók vonósnégyessel bejárta szinte az egész világot (Európa, USA, Kanada, Ausztrália, Új-Zéland, Japán, Hongkong, Fülöp-szigetek, Szingapúr). Hazai és külföldi mesterkurzusok sorát tartotta (Szombathelyi Bartók Szeminárium, Pécs, Fertőd, Kolozsvár, Görögország, Anglia, Németország, Hollandia, Svédország, Ausztria, Brazília, Japán, Svájc).

## Főbb publikációi
- Könyvek:
  - Mi a vonósnégyes? Zeneműkiadó, Budapest, 1985, 2005
  - A vonónégyes egykor és ma. Rózsavölgyi és társa, Budapest, 2005
- Közreadások:
  - Bach hegedű szólószonáták és partíták
  - Corelli szonáták
  - Paganini Barucaba-variációk
  - Mozart és Riedling hegedűversenyei
  - Bartók-duók
- Átiratok:
  - Bach, Mozart, Beethoven, Liszt, Brahms, Bartók

## Elismerései
- 1981: Kiváló művész
- 2006: Weiner Leó-díj

A Bartók vonósnégyes tagjaként:
- 1963 – a Liège-i Nemzetközi Vonósnégyes Verseny első díja
- 1964 – Liszt Ferenc-díj
- 1964 – UNESCO-díj
- 1970 – Kossuth-díj
- 1985 –  Bartók–Pásztory-díj
- 2008 – A Magyar Köztársasági Érdemrend középkeresztje a csillaggal polgári tagozata
- 2009 – Prima díj